# Христодулидис, Никос
Ни́кос Христодули́дис (греч.  Νίκος Χριστοδουλίδης; род. 6 декабря 1973, Ероскипу, Кипр) — кипрский политик,  президент Кипра с 28 февраля 2023 года. Ранее он занимал пост министра иностранных дел с 2018 по 2022 год и пресс-секретаря правительства с 2014 по 2018 год. До прихода в политику был академиком и карьерным дипломатом.
Христодулидис ушёл из второго правительства Анастасиадиса в январе 2022 года на фоне слухов о том, что он будет баллотироваться на пост президента в 2023 году. В июне Христодулидис подтвердил, что будет баллотироваться в президенты как независимый кандидат, без поддержки своей партии DISY. С тех пор его поддержали партии DIKO, EDEK, DIPA и «Солидарность».
Выиграл первый тур президентских выборов, набрав 32,04 % голосов, после чего его поддержал действующий президент Никос Анастасиадис. Затем выиграл второй тур с 51,92 % голосов против 48,08 % у Андреаса Мавроянниса, поддержанного AKEL.

## Ранний период жизни
Родился в Героскипу, Пафос, 6 декабря 1973 года в семье греков-киприотов. Его отец был из деревни Шулу в горном Пафосе, а мать — местная. Он окончил лицей архиепископа Макариоса в Пафосе в 1991 году и продолжил карьеру в области политологии.

## Карьера

### Образование
Он имеет степень бакалавра гуманитарных наук в области политологии, экономики, византийских и новогреческих исследований в Куинс-колледже Городского университета Нью-Йорка, степень магистра политических наук в Нью-Йоркском университете и ещё одну степень в области дипломатических исследований в Мальтийском университете и, наконец, докторскую степень факультета политических наук и государственного управления Афинского университета.

### Дипломат
Христодулидис начал карьеру дипломата в 1999 году и работал им до 2013 года. В этот период он занимал должности директора канцелярии министра иностранных дел Республики Кипр, пресс-секретаря кипрского председательства в Совете Европейского Союза в Брюсселе, заместителя главы миссии посольства Кипра в Греции, директора канцелярии постоянного секретаря Министерства иностранных дел и генерального консула при Верховной комиссии Республики Кипр в Соединенном Королевстве. Его жена, Филиппа Карсера, также кипрский дипломат. Они встретились в 1999 году в качестве новоназначенных дипломатических атташе в Министерстве иностранных дел. Помимо других руководящих должностей, она также занимала должность заместителя начальника дипломатического управления президента в Президентском дворце. С февраля 2022 года она возглавляет отдел кризисного управления в Министерстве иностранных дел Кипра.

### Университет и государственные назначения
Кроме того, в период с 2007 по 2010 год Христодулидис читал лекции и работал научным сотрудником на кафедре истории и археологии Кипрского университета. В частности, он преподавал предмет «История послевоенного мира». Наконец, до своего назначения министром иностранных дел 1 марта 2018 года он занимал должность директора дипломатического офиса президента Республики Кипр с 2013 по 2018 год и официального представителя правительства с 2014 по 2018 год.

### Министерство иностранных дел

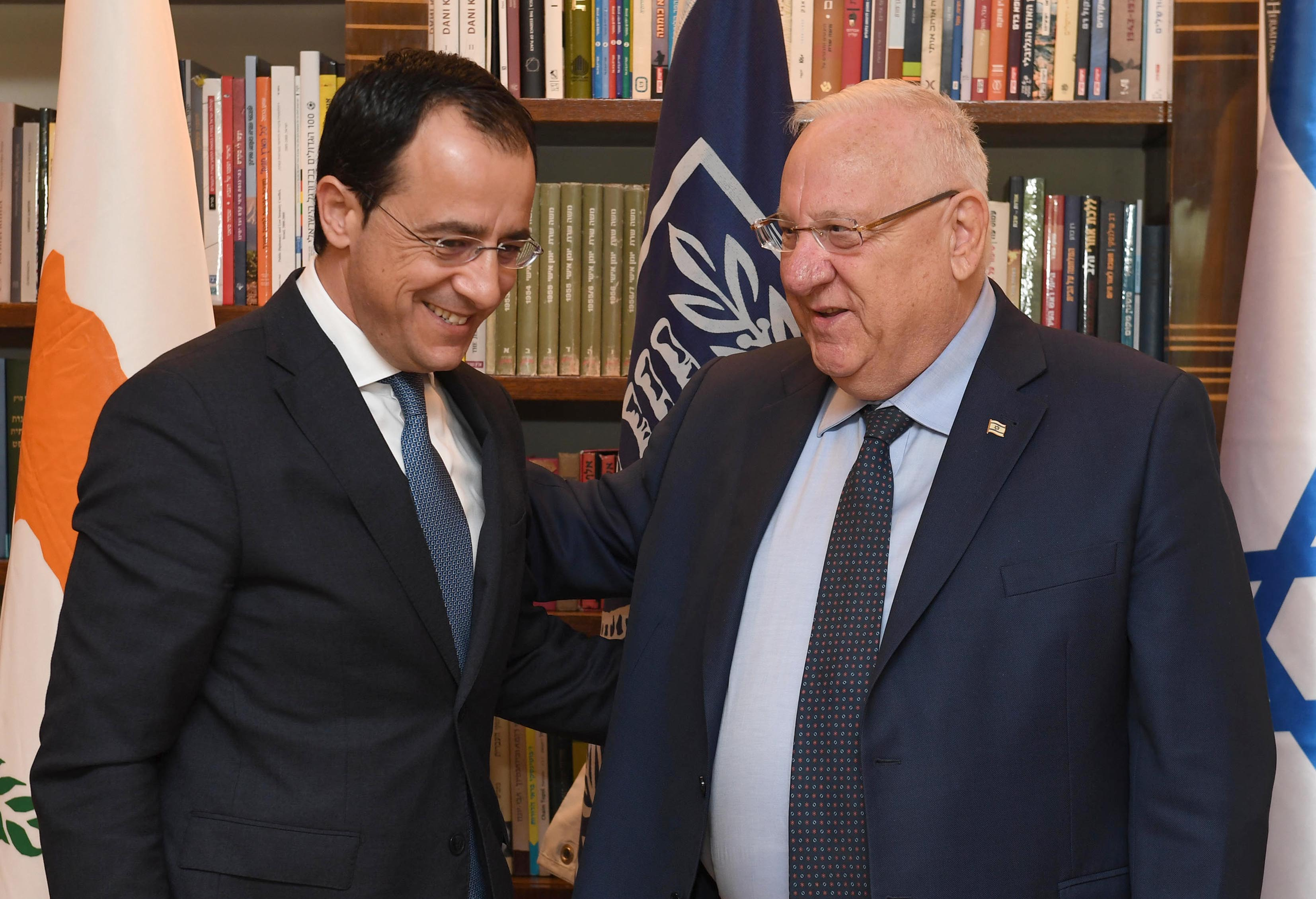
Христодулидис встречается с президентом Израиля Реувеном Ривлином 22 марта 2018 года

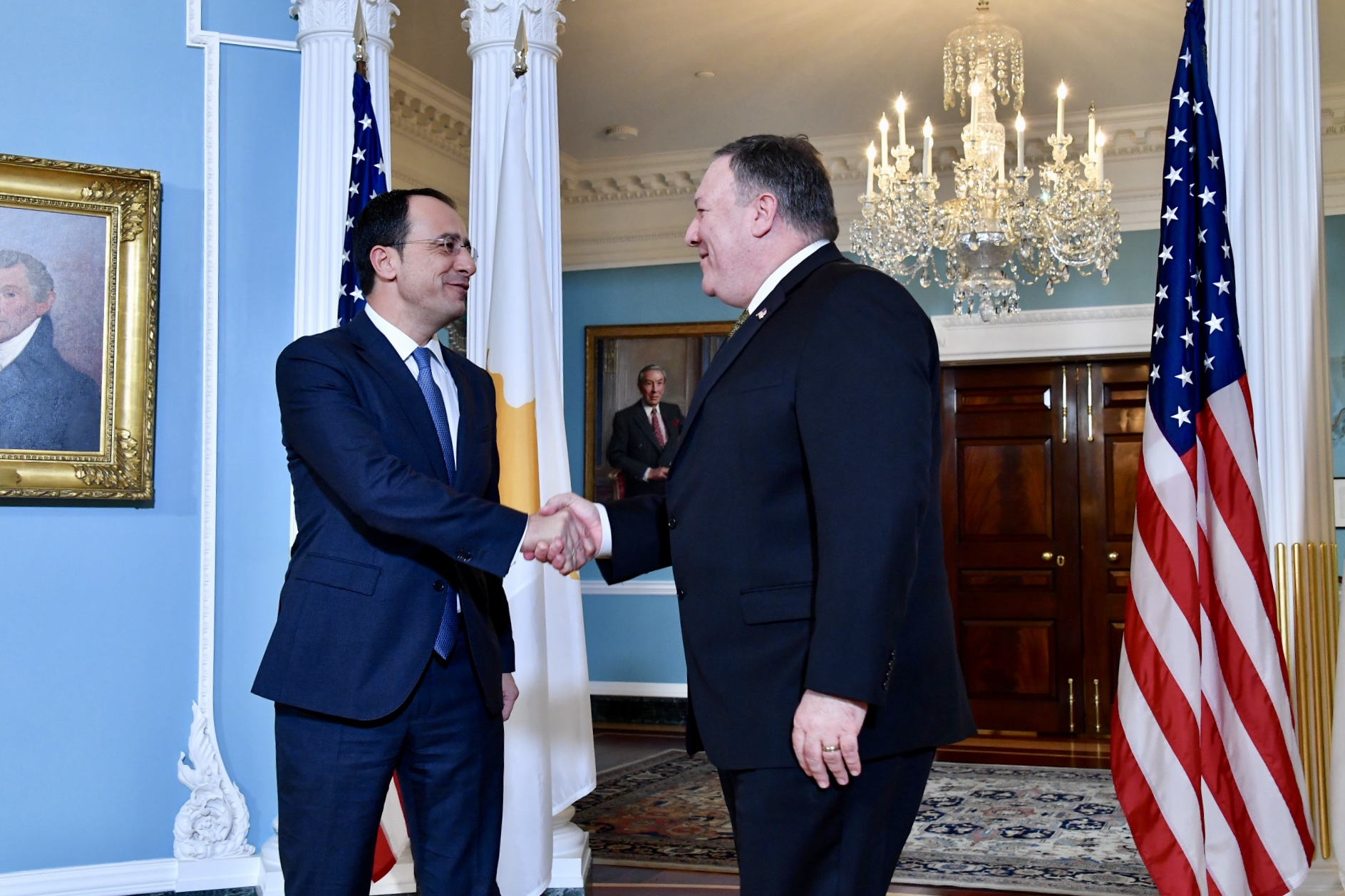
Встреча Христодулидиса с госсекретарем США Майком Помпео в ноябре 2018 года

После переизбрания в феврале 2018 года президент Республики Кипр Никос Анастасиадис назначил Христодулидиса главой министерства иностранных дел среди нескольких новых назначений в своем кабинете. Он вступил в должность 1 марта 2018 года.
Министр иностранных дел Христодулидис посетил Израиль в июне 2018 года и встретился с премьер-министром Биньямином Нетаньяху и президентом Реувеном Ривлином, чтобы обсудить региональные события и укрепление двусторонних связей в области энергетики и чрезвычайных ситуаций. Помимо турецких вторжений, они говорили о стратегическом сотрудничестве по планируемому газопроводу EastMed.
Что касается недавних провокаций со стороны Турции в отношении исключительной экономической зоны, на которую претендует Республика Кипр, Христодулидис отметил, что действия Турции не повлияют на Никосию. Во время встречи по греко-кипрскому сотрудничеству с премьер-министром Греции Алексисом Ципрасом он сказал, что «целью номер один является воссоединение страны».
В мае 2018 года Христодулидис официально попросил Организацию Объединённых Наций подготовиться к скорейшему возобновлению процесса воссоединения. После встречи с министром иностранных дел Греции Никосом Котциасом 7 мая 2018 года он похвалил генерального секретаря Антониу Гутерриша за то, что тот направил специального представителя для изучения атмосферы для возобновления переговоров.
Христодулидис приветствовал заявление представителей Exxon в июне 2018 года об ускорении графика начала буровых работ на блоке 10 исключительной экономической зоны. Операции планируется начать в четвёртом квартале 2018 года.
17 июля 2018 года Христодулидис встретился с Верховным представителем Федерикой Могерини в Брюсселе. Они говорили о «решающей роли ЕС в усилиях по возобновлению зашедших в тупик мирных переговоров по Кипру». Во время своего визита Христодулидис заявил, что Кипр «не может позволить себе роскошь провала новых переговоров». Но он также настаивал на том, что «Турция должна соблюдать европейские стандарты и международное право».
В июле 2020 года, реагируя на армяно-азербайджанские столкновения, Христодулидис осудил «нарушение режима прекращения огня Азербайджаном» и призвал к «сдержанности сторон для деэскалации напряженности в регионе».
5 апреля 2021 года Христодулидис был награждён орденом Сербского флага президентом Сербии Александром Вучичем.

### Отставка с поста министра и президентская кампания
После нескольких месяцев слухов о том, будет ли он баллотироваться на президентских выборах на Кипре в 2023 году, Христодулидис выразил заинтересованность на пресс-конференции, состоявшейся в Министерстве иностранных дел 9 января. На следующий день он ушёл с поста министра, и 11 января его заменил опытный политик Иоаннис Касулидис.
В июне 2022 года он официально объявил о выдвижении своей кандидатуры в качестве независимого кандидата, несмотря на то, что является членом DISY. Его поддержали DIKO и EDEK, третья и четвёртая по величине партия острова соответственно. 5 января 2023 года, после подачи своей кандидатуры, он был официально исключён партийным руководством из DISY. В 2022 году опрос общественного мнения показал, что он уверенно опережает других кандидатов.
В 2023 году он выиграл первый тур президентских выборов, набрав 32,04 % голосов. Он выиграл второй тур с 51,92 % голосов против 48,08 % у Андреаса Мавроянниса, поддержанного AKEL.

## Публикации
Помимо публикаций во многих отечественных и международных журналах, Христодулидис также является автором двух книг. В 2009 году он опубликовал «Планы решения кипрской проблемы 1948—1978 годов», а в 2013 году — «Отношения между Афинами и Никосией и кипрская проблема, 1977—1988 годы».

## Награды
- Большой крест с цепью ордена «За заслуги перед Итальянской Республикой» (14 февраля 2024 года, Италия)[21].
- Особая степень Большого креста ордена «За заслуги перед Федеративной Республикой Германия» (12 февраля 2024 года, Германия)[22].
- Орден Дружбы (16 декабря 2021 года, Армения) — по случаю 30-летия независимости Армении, за значительный вклад в установление, укрепление и развитие дружественных отношений с Республикой Армения, защиту общечеловеческих ценностей[23].
- Золотая медаль Парламента Греции (2023)[24].